# Gongba Dratshang
| Tibetische Bezeichnung                                               |
| -------------------------------------------------------------------- |
| Wylie-Transliteration: gong pa grwa tshang thos bsam dar rgyas gling |
| Andere Schreibweisen: Gongwa Dratsang                                |
| Chinesische Bezeichnung                                              |
| Vereinfacht: 贡巴寺                                                  |
| Pinyin:Gongba si                                                     |

Gongba Dratshang oder Gongba Dratshang Thösam Dargyeling (tib.: gong pa grwa tshang thos bsam dar rgyas gling) ist ein Kloster der Gelugpa-Schule des tibetischen Buddhismus in Amdo. Es liegt in der Gemeinde (chin.) Hedong 河东乡 des Kreises Guide (Thrika) der nordwestchinesischen Provinz Qinghai.
Als sein Erbauer gilt Gongge Kachupa (gong dge dka' bcu pa (?); 1387–1446), der aus Trashilhünpo zurückkehrte, zwei ursprünglich vorhandene Sakyapa-Klöster zusammenlegte und eine Hauptversammlungshalle erbaute.
1867 wurde das Kloster zerstört und 1873 vom 4. (chin.) Taxiu huofo 塔秀活佛 (Trülku) namens (chin.) Qiequn Jiacuo 切群嘉措 wiederaufgebaut. Während der 1960er Jahre wurde es abgerissen und im Jahr 1981 wiedereröffnet.

### Nachschlagewerke
- Zangzu da cidian. Lanzhou 2003